# SEAT Tarraco
La SEAT Tarraco è un SUV costruito dalla casa automobilistica spagnola SEAT a partire dal 2018 al 2024.

## Nome
Il nome del veicolo è stato scelto tramite una votazione aperta al pubblico tra una serie di nomi di città spagnole, come da tradizione SEAT per i nomi dei propri veicoli. Dopo aver consultato tutti i nomi ne sono stati selezionati quattro, ovvero Alboran, Aranda, Avila e Tarraco. La Casa spagnola ha annunciato il nome definitivo del veicolo il 19 febbraio 2018: su 150.000 voti validi, Tarraco ha ottenuto il maggior numero di preferenze, precisamente il 35%.

## Caratteristiche
La Tarraco nasce sulla piattaforma MQB modulare del gruppo VW, utilizzata anche per la Škoda Kodiaq e la Volkswagen Tiguan Allspace. Al Salone di Francoforte 2019 è stata presentata la versione ibrida plug-in, dotata di motore a benzina 1.4 TSI 150 CV, motore elettrico da 116 CV e un pacco batteria agli ioni di litio da 13 kWh.

## Motorizzazioni

### Motori a benzina
| Modello        | Disponibilità     | Motore              | Cilindrata (cm³) | Potenza                      | Coppia massima (Nm) | Emissioni CO2 (g/km) | 0–100 km/h (secondi) | Velocità max (km/h) | Consumo medio (km/l) |
| 1.5 TSI ACT    | 12/2018 - 09/2020 | Benzina             | 1498             | 110 kW (150 CV)              | 250                 | 137                  | da 9,7 a 9,9         | da 199 a 201        | da 5,8 a 6,0 l super |
| 2.0 TSI 4Drive | 01/2019 - 11/2020 | Benzina             | 1984             | da 140 a 180 kW (190/245 CV) | da 320 a 370        | 166                  | da 8,0 a 6,2         | da 210 a 228        | da 7,2 a 7,6 l super |
| 1.4 PHEV       | Dal 01/2021       | Benzina + elettrico | 1395             | 180 kW (245 CV)              | 400                 | 41                   | 7,5                  | 205                 | 1,8 l super          |

### Motori diesel
| Modello        | Disponibilità     | Motore | Cilindrata (cm³) | Potenza                  | Coppia Massima (Nm) | Emissioni CO2 (g/km) | 0–100 km/h (secondi) | Velocità max (km/h) | Consumo medio (km/l) |
| 2.0 TDI        | 12/2018 - 11/2020 | Diesel | 1968             | 110 kW (150 CV)          | 320                 | 129                  | 9,8                  | da 199 a 202        | 4,9                  |
| 2.0 TDI 4Drive | 01/2019 - 11/2020 | Diesel | 1968             | da 140 a 147 kW (190 CV) | 350                 | 141                  | 8,0                  | da 198 a 210        | da 5,3 a 5,6         |